# Online Video Advertising
Online Video Advertising beschreibt Werbung in Form von Videos im Internet. Die Verbreitung dieser Werbeform geht mit der Verbreitung von Breitband-Internetzugängen bzw. Flatrates einher. Wie die klassischen Werbebanner werden werbliche Videoclips auf Internetseiten oder passend zu anderen (redaktionellen) Videoinhalten dargestellt. Die weniger werbliche und aggressive Variante ist das Videomarketing.

## Video-Ads
Aufgrund der stark im Web 2.0 und in Social Media verankerten Entwicklung von Onlinevideos werden zunehmend auch professionell erstellte Bewegtbildbeiträge kostenlos ins Internet gestellt. Videoangebote von Fernsehsendern wie RTLnow, ProSieben, Videoportalen wie YouTube, Dailymotion oder auch von Verlagen wie Spiegel Online nutzen Video-Ads zur Refinanzierung ihrer Geschäftsmodelle. 
Zurzeit (Stand 2010) nehmen kostenlose Videoangebote zu und versuchen, vielseitige Buchungsangebote für Werbetreibende im passenden Umfeld anzubieten. Auch lizenzierte Inhalte, sogenannte Premium-Umfelder, finden vermehrt Einzug bei verschiedenen Anbietern von Videoportalen. Entsprechende Targeting-Optionen im Bereich der Internetwerbung helfen den Werbetreibenden, sehr genau die gewünschten Zielgruppen mit ihrer Werbung anzusprechen. Im Gegensatz zu der herkömmlichen Schaltung von Werbung im Fernsehen fallen die Streuverluste geringer aus.
Der Interessensverband Interactive Advertising Bureau (IAB) unterscheidet drei verschiedene Formen für die Einbindung eines Videos in eine Internetseite:
- In-Stream-Video
- In-Banner-Video
- In-Text-Video

In-Stream-Video bedeutet, dass der jeweilige Werbeclip vor einem anderen, vom Nutzer ausgewählten Video angezeigt wird. In-Banner-Video zeigt ein Werbeclip in einem klassischen Display-Werbeformat an; In-Text-Video zeigt ein Video innerhalb eines Textes an.
Werbevideos enthalten emotionale Markenbotschaften und werden entweder direkt von den Werbespots im Fernsehen kopiert oder auch gesondert für den Einsatz als Video-Ad produziert. Marketingkampagnen werden zunehmend so gestaltet, dass die Rezipienten bzw. potenziellen Konsumenten nicht nur am Fernseher oder Radio, sondern auch im Internet mit der Markenbotschaft in Kontakt kommen.

## Produktvideos
In Onlineshops, auf Onlinemarktplätzen, auf Video Plattformen wie YouTube und auf den Homepages von Herstellern von Produkten werden dagegen Produktvideos gezeigt, die sich dadurch auszeichnen, dass sie Produkte erklären und ihre Vorteile beschreiben. Produktvideos enthalten in der Regel keinen Marketing-Claim. Die inhaltliche, weniger werbliche Kommunikation mit Videos nennt man Videomarketing.

## Technik
Üblicherweise werden Video-Ads über einen Flashplayer vor dem eigentlichen Inhalt der Webseiten eingebunden und können somit plattformunabhängig auf PCs, Macs oder mobilen Endgeräten empfangen werden. Die fehlende Integration von Flash auf dem iPhone oder iPad verhindert hier eine komplette Marktdurchdringung. Der HTML5-Standard schafft hier Abhilfe, indem Videos und Video-Ads unabhängig von Flash im Browser des jeweiligen Endgeräts abgespielt werden können.

## Werbeforschung
Im vierteljährlichen Turnus veröffentlicht die Marktforschungsfirma ACNielsen mit dem frei zugänglichen so genannten Three Screen Report einen Bericht zum Verhalten von Internetnutzern in den USA. Aus ihm geht hervor, dass bereits drei Viertel aller User regelmäßig im Internet Videos sehen und sieht einen weiterhin ansteigenden Trend für die Nutzerzahlen. Die Zahl der Nutzer von Videos im Internet hat im Zeitraum von September 2007 bis September 2008 um 46 % zugenommen.
Studien von Yahoo zufolge reicht die Werbewirkung von Onlinevideos an die von TV-Werbung heran.